# 多益
多益，中國大陸譯為托業，全称国际交流用英语测试（英語：Test of English for International Communication, TOEIC），是美國教育測驗服務社的一项付费考试服务，和托福的考试主要對象不同，主要是针对在英语社会求职之需要。考试的形式有所不同：「多益」的听力与阅读考试由两个等分值的部分组成，总分最高为990分。「新多益」的口语与写作考试则由发音、词汇、语法、流畅、整体连贯度、结构（句子组织）组成，总分最高为400分。

## 歷史
多益英語測驗由美國教育學習服務社（ETS）所研發，而多益的基本理念则源于日本团队中的核心人物北岡靖男。根据《日本时报》（Japan Times）2009年8月11日的报道：二十世纪70年代，北岡靖男与ETS磋商，希望能有一套全面性的英語能力測驗。但ETS回复稱测验需要由非營利组织担任。北岡靖男试图寻求文部省的帮助，后者则不认为有这个必要。当时日本国内已经有相应的英语考试実用英語技能検定，并得到文部省的支持。为了克服阻力，北岡靖男从朋友渡辺弥栄那里得到帮助。渡辺弥栄作为已退休的通商產業省高级官员（也就是現今的經濟產業省）对此形势施加影响，成为多益考试诞生的关键。渡辺弥栄在与旧部保持联系的同时，担任了世界经济信息服务社的主任及日中经济协会的主席；两者都是MITI下的公共服务公司。渡辺弥栄没有接受采访，但是在回忆录中描写了他是如何克服文部省的阻挠，后者称多益不过是「拿通商產業省当庇护伞」。渡辺弥栄说服旧部，让后者在新英语考试中担当领导角色，在WEIS的麾下建立了多益监考委员会（TOEIC Steering Committee）。委员会成员包括其它退休的通商產業省官僚以及其它的商业巨头。在政府支持得到保障后，ETS在1977年对考试进行设计开发。1979年，第一次多益考试在日本开考。

## 目的
考试最初制定此測驗是針對員工或潛力員工，測試他們在交易、工業和商業領域上所具備的英語程度，以便人力資源部做規劃與發展。除此之外，測驗研發者強調「國際英語」，不以「美式英語」和「英式英語」來區分，而注重英語非母語人士與英語為母語人士和同為英語非母語人士之溝通。此測驗必須具可信度，任何人都負擔得起，易於實施與評分，且方便報名與參加。
美國教育學習服務社的語言專家前往日本研究國際間商業人士的英文程度。此專業小組負責實際了解商業人士的日常用語，並觀察各種場合和情境下所使用之英文；此項研究成效顯著，其中有一重大發現，即英語為非母語人士著重於溝通，且用字遣辭淺顯、不加修飾。舉例說明，從程度最不熟稔者在會議上使用之英語即可得知。英語非母語人士鮮少使用慣用語，必要時才會運用專業術語。不僅如此，研究也顯示，雖然語言能力較強者表現亮眼，但對於語句架構複雜的句子卻是敬而遠之。
語言專家也強調，商業人士不需要長篇大論地敘述，反而較常透過信件、備忘錄和其他短篇文本等來接觸英文。這些調查的結果正反映在多益聽力與閱讀測驗裡，此兩種測驗皆取材自商業用語，避免使用艱澀少見的專業術語。多益的閱讀測驗中，單字與語句架構比聽力測驗中的較為艱深；若測驗中出現少見的單字和語句架構，則它們必然是國際職場中不可或缺的。
ETS的主要竞争对手是剑桥大学以及伦敦三一学院。剑桥大学组织雅思、FCE、CAE、CPE，伦敦三一学院组织GESE和ISE考试。

## 測驗概要
多益測驗的測驗時間長達兩小時，採用標準化測驗，所有試題皆為選擇題，200道題目之中，一半是聽力測驗，另一半是閱讀測驗，兩部分的分數各為5至495分，加總後分數介於10至990分之內。多益測驗的證書根據分數的高低分為五個等級及颜色。
- 橙色（10-215）
- 棕色（220-465）
- 绿色（470-725）
- 蓝色（730-855）
- 金色（860-990）

多益測驗以職場為準則的英文能力測驗指標。全球數千家企業认可多益測驗，每年也有超過450萬人參加測驗。多益測驗 （页面存档备份，存于）的先驅托福測驗則為國際知名測驗。在歐洲這個多語地區，多益英語測驗一開始並不為大家所熟知，然而，這樣的情況在歐洲逐漸的改變。
多益測驗乃針對英語非母語人士所設計之英語能力測驗，評估在國際職場環境中使用日常英語的能力。測驗分數反映應試者在國際職場上與他人溝通的英文程度，無關專業知識或詞彙，僅測試日常生活中使用之英文。

## 新版多益測驗
多益測驗於2006年採用新版的聽力與閱讀測驗題型。測驗時間（2小時，聽力45分，閱讀75分鐘）、紙筆型態、難易度、分數範圍皆不變，分數也可比照傳統版本。以下列出2006年新版測驗改變之處：
在聽力測驗部份，多益測驗原本只聘請美國和加拿大籍的英語為母語者來錄製聽力測驗的部分，並非「國際」化，因應這樣的批評，ETS在2006年做了些許的改革，ETS台灣區代表表示：
新版多益題型設計的目的就是研發更優化的考試內容及考試方法，評量出考生在職場上英語閱讀能力與聽力能力，以及測出在英語學習上是否真實地進步。

考試變動如下：
- 整體來說，文章長度變長
- 除了美國和加拿大式英語口音外，聽力測驗新增了英國和澳洲口音，每個口音約占25%[5]
- 第一部分的照片描述題減少10題
- 第六部分不再使用挑錯誤的題型（因這樣的題型不符合實際需求），改採用短文填空題
- 第七部分除了單段落的閱讀理解題之外，更增加了雙段落的閱讀題，以交叉題組出題

根據日本財團法人国際商業溝通協會2006年的調查，參加過在日本舉辦的舊版和新版測驗的受試者中，56.8%的人覺得新版較為困難，分數越低的人越是如此覺得。在10-395分数段的考生有85.6%感到新版较为困难，400-495分数段的有69.9%感到如此，500-595分数段的有59.3%感到如此；600-695分数段的有58.9%感到如此，700-795分数段的有48.6%感到如此，800-895分数段的有47.9%感到如此，900-990分数段的有39.8%感到如此。
2006年，多益推出了口语及写作考试。2007年，多益的阅读与听力考试做出更改，降低了对语法知识的要求。

## 口语与写作测试
2006年多益推出了口语与写作测试。考生会收到两份单独的考试成绩，或只考口语不考写作。口语考试考查语音、词汇、语法、流畅程度；写作考试考查词汇、语法、总体连贯程度以及组织。考试旨在反映工作环境当中的英语应用能力，不需要任何专业的商务知识。多益口语考试约为20分钟，写作约为60分钟。每个考试分值为0-200，成绩被分为八个級距。

## 多益 Institutional
除了官方的多益考试之外，不同的商业组织或教育院校也可以购买多益进行内部使用。这些“Institutional”多益可以在单位指定的任意地点、时间对其员工或学生进行考察。

## 多益 Bridge Test
ETS也提供多益考试的简易版，叫作TOEIC Bridge。多益Bridge Test的考察范围为英语的初级和中级水平，由100道选择题组成，时长为1小时。

## 各國（地区）施行狀況

### 日本多益
多益在日本的代理商日本國際商業溝通協會（IIBC）負責执行考试，每年有150万人参加。有两种方式报名参加。一种叫做多益SP Test（Kōkai Tesuto），报名人可以以个人身份或团体组织，在多益监考委员会指定的考试中心进行预约。另一种途径是多益IP Test（Dantai Tokubetsu Juken Seido），组织可以根据监考委员会的政策选择合适的日期进行考试。多益SP Test在2006年5月更新，多益IP Test在2007年4月也进行了更新。更多的公司使用多益来考察员工英语水平，而不是使用本土的日本英語検定協会举办的実用英語技能検定(日本语页面)「英検」STEP Eiken测试。多益口语与写作考试在2007年1月21日也开始举办。
2009年5月和6月，非盈利组织国际商务沟通研究所（The Institute for International Business Communication，IIBC）在日本负责组织多益考试，周刊《FRIDAY》批文指责IIBC的92岁主席渡辺弥栄任人唯亲，指派他女友的儿子为IIBC董事会主席。为了达到目的，董事会一半的成员被渡辺弥栄排挤了出去。文章也对渡辺弥栄每周只上一天班表示质疑。作为回复，渡辺弥栄宣称自己只是挂名的荣誉主席而已，他女友儿子的任职与自己毫无关系。文章则质疑为什么一位挂名主席每周只上一天班，却可以得到2500万日元的年薪。2009年8月，《日本时报》英文网络版刊登了两份连载，解析多益考试的由来和历史，以及IIBC对考试费的网络使用情况。8月18日文章解析了考试费的用途，包括一年五倍增幅的事业开支，每年1300日元的中国文化研究费用，赞助由中国诗朗诵协会举办的读诗，会员享受美容抗衰老协会等等。此时渡辺弥栄正好是研究所的主席。文章也质疑了IIBC和它的盈利搭档国际交流学校（International Communications School）之间的关系，两者共用办公场所。国际交流学校负责向公司于院校提供多益IP考试服务，并在IIBC的授权下出售备考资料，运营多益日语网站。另外，国际交流学校的一家子公司也运行多益的网上注册系统，提供在线复习资料。
2009年，渡辺弥栄突然辞去IIBC的职务，留下他女友的儿子来管理这家非盈利组织。渡辺弥栄获得了2500万日元的退休金。2009年9月13日，IIBC将TOEIC SP考试费从6,615日元调低至5,985日元。这是因通商省对其的施压所致，后者责令IIBC削减来自考试费的收益。2010年7月，东京税务局宣布国际交流学校的盈利伙伴私藏1亿日元的收入，被勒令上缴3000万日元的补缴和罚款。

### 韩国多益
韩国被认为是世界第二大多益人均消费国，但在2005年底情况出现了变化。据《朝鮮日報》称一些大公司要么取消对员工多益的要求，要么降低对分数的指标。韩国中小企業銀行的官方报道称“多益不能很好地反映英语的实际水平。”然而，在韩国，多益成绩依然是申请专业性岗位的重要指标之一。2011年起，韩国高等院校不再使用多益或托福作为招生指标。很明显，这种做法是在抑制私立英语教育（有许多私立机构进行多益类型的培训）。其它的英语考试，如TEPS（由首爾大學开发）被使用，并取代了多益的地位。

### 台灣多益
在台灣，教育部高等教育司於2003年調查各大專校院是否有訂定英語能力為畢業標準，多益因此成為部分台灣大專院校的畢業英語能力門檻之一，對於無法通過該門檻的學生予以大學英語補救課程，通過後就能畢業。
然而2017年國立清華大學畢業生中有220人因為英語能力畢業門檻未通過，無法準時畢業。此政策也遭到國立政治大學法律學系學生賴怡伶質疑，將檢核學生能力的標準委托外部私人機構並要學生繳納報名費，是否已違反中華民國憲法的大學自治原則。該名學生儘管已經考取符合政大英語能力畢業門檻的多益成績，但拒絕提交合格證明而無法取得畢業證書。在訴願後向台北高等行政法院提出行政訴訟，2017年6月7日，法院以此為大學自治保留事項，判決學生敗訴。然而，該判決理由卻指出現行多數大學實施的英檢門檻確實有違法無效之處。在賴姓同學上訴至最高行政法院後判決結果確定前，政大便透過校務會議廢除外語檢定畢業門檻，廢除理由與該份判決見解有相同之處，國立陽明交通大學、國立中正大學、東海大學、淡江大學等校也陸續跟進廢除相關畢業門檻。
2017年10月12日，民進黨籍立法委員吳思瑤質詢時任行政院長賴清德，表示台灣在2016年多益成績輸給南韓與中國大陸，是否欲考慮將英語列為第二官方語言，賴清德表示請教育部研議。並在同年開始推動2030雙語國家政策，提升台灣的英語使用能力。
2017年12月24日，由於考試時音檔播錯導致上萬考生受影響，這是多益考試自開辦以來極少見的重大意外。

### 欧洲多益
法国一些高等院校的毕业要求为多益最低成绩785分。这项政策受到了批评，因为它使得公立文凭受到了私立机构的制约——虽然私立机构并没有设立785分的指标，而是工程认证机构根据歐洲共同語言參考標準中B2+级别推荐的。如果学生不能达到785分的要求，那么绝大多数院校要求学生通过其它途径作为证明来获得毕业文凭。有的院校则会根据情况将毕业文凭晚发一年。
在希腊，多益被人事选拔最高委员会认可，后者负责为政府招收新员工。
在意大利，多益被大学用作学位的水平证明。所有院校要求学生通过英语考试以申请学位课程或获取毕业文凭。通常，多益450分是三年学习的指标，600分是获取文凭的要求。许多院校允许学生使用其它途径来代替多益考试，如剑桥证书或托福考试。大多数院校不提供语言备考或相关考试，要求学生在校外参加补习班和考试。这项政策得到了教育部的支持，适用于所有专业或学位。

### 美国多益
多益听力与阅读以及口语与写作考试可以在美国当地参加。多益听力与阅读考试已被使用几十年，但口语与写作考试直到2009年才第一次被使用。多益口语与写作考试的注册由English4Success 麾下的非盈利组织Amideast负责。

### 智利多益 Bridge Test
多益Bridge Test在智利被用作2010 SIMCE test的一部分。

### 脚注
1. ↑  Japan Times, 2009.
2. 1 2  參考資料：TOEIC User Guide
3. ↑  参见：TOEIC在欧洲
4. ↑  .   [2008-03-10]. （原始内容存档于2008-04-11）. 新版多益測驗發表會新聞稿
5. ↑  .   [2008-03-09]. （原始内容存档于2007-04-08）.
6. ↑  .   [2008-03-09]. （原始内容存档于2016-03-03）.
7. ↑  .   [2013-07-24]. （原始内容存档于2017-01-19）.
8. ↑  http://mdn.mainichi.jp/mdnnews/national/news/20100720p2a00m0na011000c.html%5B%5D
9. ↑  .   [2013-07-25]. （原始内容存档于2015-10-08）.
10. ↑  .   [2013-07-25]. （原始内容存档于2011-01-24）.
11. ↑   （页面存档备份，存于）何萬順：教育部就不會違法嗎？大學英語畢業門檻的真相（二）法律面
12. ↑   （页面存档备份，存于）各大學TOEIC標準查詢
13. ↑   （页面存档备份，存于）菜英文 220清大生畢不了業，蘋果日報，2017年06月06日
14. ↑  賴怡伶. . 獨立評論@天下. 天下雜誌. 2017-01-07  [2024-11-10]. （原始内容存档于2020-04-23） （Chinese (Taiwan)）.
15. ↑   （页面存档备份，存于）反英語畢業門檻 政大生告學校敗訴，自由時報，2017年06月08日
16. ↑   （页面存档备份，存于）106,訴,169，有關教育事務，台北高等法院，106年06月07日
17. ↑  . ETtoday新聞雲. 2024-05-26  [2024-11-10]. （原始内容存档于2024-11-11） （中文）.
18. ↑   （页面存档备份，存于）英語列第二官方語言？賴清德：先交教育部研議，聯合報，2017年06月13日
19. ↑  . 中華民國國家發展委員會.   [2023-05-17]. （原始内容存档于2023-05-17）.
20. ↑  何萬順. . 天下獨立評論.   [2024-01-07]. （原始内容存档于2022-12-07）. 這項語言改造的大工程，起初的名稱是「英語為第二官方語」，政策遭到質疑後改為「2030雙語國家」。……名稱上一再改變，要模糊的是政策的核心目標：全民說英語。……多位立委因此當面指出「雙語」名不符實，直言政策內容獨尊英語，應改名「英語政策發展中心」。 「雙語政策」即「英語政策」

### 文献
- FRIDAY (May 29, 2009) 【TOEIC】 《渡辺弥栄司氏・92会長と親密女性《顧問》「私物化経営」の実態.
- FRIDAY (June 5, 2009) TOEIC会長《渡辺弥栄司氏・92歳》「《親密》女性《顧問》の団体に予算計上の“私物化”」.
- McCrostie, James, "TOEIC no turkey at 30 （页面存档备份，存于）", Japan Times, August 11, 2009.
- McCrostie, James, "TOEIC: Where does the money go? （页面存档备份，存于）", Japan Times, August 18, 2009.

## 相關連結
- 多益官方網站 （页面存档备份，存于）
- 中国托业（多益） （页面存档备份，存于）
- 台灣多益 （页面存档备份，存于）
- 香港/澳門多益 （页面存档备份，存于）
- 完成测试的资料和研究指南 （页面存档备份，存于）